# 琵琶湖水森氏鰍
琵琶湖水森氏鰍為輻鰭魚綱鯉形目鰍科的其中一種，為熱帶淡水魚，分布於亞洲日本本州琵琶湖流域，體長可達7.4公分，棲息在底層水域，生活習性不明。

## 扩展阅读
維基物種上的相關：琵琶湖水森氏鰍